# Trevor Atkins
Alfred James Trevor Atkins (* 17. August 1941 in Exeter; † 21. Oktober 2022 ebenda) war ein englischer Fußballspieler.

## Karriere
Atkins gehörte bereits als Jugendlicher Exeter City an, im Dezember 1957 kam er 16-jährig erstmals in einem Pflichtspiel in der Third Division South auf Rechtsaußen zum Einsatz. Bei der Partie gegen den FC Watford genügte eine 3:1-Führung und ein Treffer von Atkins nicht zu einem Punktgewinn, Exeter verlor die Partie an der Vicarage Road mit 4:5. Es blieb Atkins’ einziger Saisoneinsatz, in deren Verlauf sich auch Tom Wilson, David Robinson, Graham Rees, Peter Rapley und Ray John auf dem rechten Flügel versuchen durften, erst zum Saisonende hin etablierte sich Nelson Stiffle als Stammspieler, der diese Position bis 1960 innehatte. Am Saisonende belegte Exeter den letzten Tabellenplatz und wurde zur Saison 1958/59 in die neu geschaffene Fourth Division eingruppiert. Zu seinem 17. Geburtstag im Sommer 1958 erhielt Atkins seinen ersten Profivertrag, dabei sollen auch höherklassige Klubs an einer Verpflichtung des 17-Jährigen interessiert gewesen sein. Üblicherweise für Exeters Reservemannschaft in der Southern League aktiv, musste er auf seine nächsten Einsätze in der ersten Mannschaft bis November 1959 warten, als Stiffle verletzungsbedingt ausfiel. Erneut auf Rechtsaußen aufgeboten, erzielte er bei einem 2:1-Heimsieg gegen den FC Gateshead beide Tore seines Teams nach Eckbällen. Am folgenden Wochenende gehörte Atkins gegen Rochdale ebenfalls zur Mannschaft, laut einem Spielbericht zur 0:3-Niederlage „berührte er kaum den Ball“. In der Folge erhielt wieder Stiffle von Trainer Frank Broome den Vorzug.
Am Saisonende verließ Atkins Exeter und schloss sich im Sommer 1960 Peterborough United an, die neu in die Fourth Division aufgenommen worden waren. Dort blieb er in der Spielzeit 1960/61 ohne Pflichtspieleinsatz, was auch daran lag, dass der Liganeuling auf Anhieb die Meisterschaft gewann und die gesamte Sturmreihe bestehend aus  Billy Hails – Dennis Emery – Terry Bly – Ray Smith – Peter McNamee zusammengenommen lediglich 3 von 230 Ligaeinsätzen verpasste. Atkins setzte seine Laufbahn im Anschluss im Non-League football in der Western League fort, zunächst für eine Saison bei Bridgwater Town, anschließend beim Ligakonkurrenten Barnstaple Town. Hauptberuflich arbeitete Atkins nach seiner Profilaufbahn bei der Royal Mail. Als Trainer betreute er später in der Grafschaft Devon die Amateurklubs Clyst Rovers, Exeter Arms, Topsham Town und langjährig Crediton United, mit denen er 1990 in die Western League aufstieg.
Atkins war 33 Jahre verheiratet, mit seiner Frau hatte er fünf Kinder. Atkins starb 81-jährig im Oktober 2022 im Royal Devon and Exeter Hospital zwei Tage nach einem Sturz in seinem Zuhause.